# Statistički ured Europskih zajednica
Statistički ured Europskih zajednica (Eurostat) prikuplja i objavljuje statističke podatke iz država članica, država izvan Europske unije te od međunarodnih organizacija kako bi informirao institucije Europske unije i omogućio praćenje učinaka politika Zajednice. 
Eurostat objavljuje priopćenja za javnost, opće i specijalizirane serije kao i publikacije namijenjene široj javnosti. Sve se publikacije Eurostata pojavljuju u devet tematskih zbirki označenih posebnom bojom:
- Tema 1: Opća statistika
- Tema 2: Ekonomija i financije
- Tema 3: Populacija i socijalni uvjeti
- Tema 4: Industrija, trgovima i usluge
- Tema 5: Poljoprivreda i ribarstvo
- Tema 6: Vanjska trgovina
- Tema 7: Transport
- Tema 8: Okoliš i energija
- Tema 9: Znanost i tehnologija

## Poveznice
- NUTS

## Vanjske poveznice
- Eurostat  Arhivirana inačica izvorne stranice od 19. rujna 2004. (Wayback Machine)